# Anthurium rotundatum
Anthurium rotundatum là một loài thực vật có hoa trong họ Ráy (Araceae). Loài này được Croat & Carlsen mô tả khoa học đầu tiên năm 2004.